# Китайський зодіак

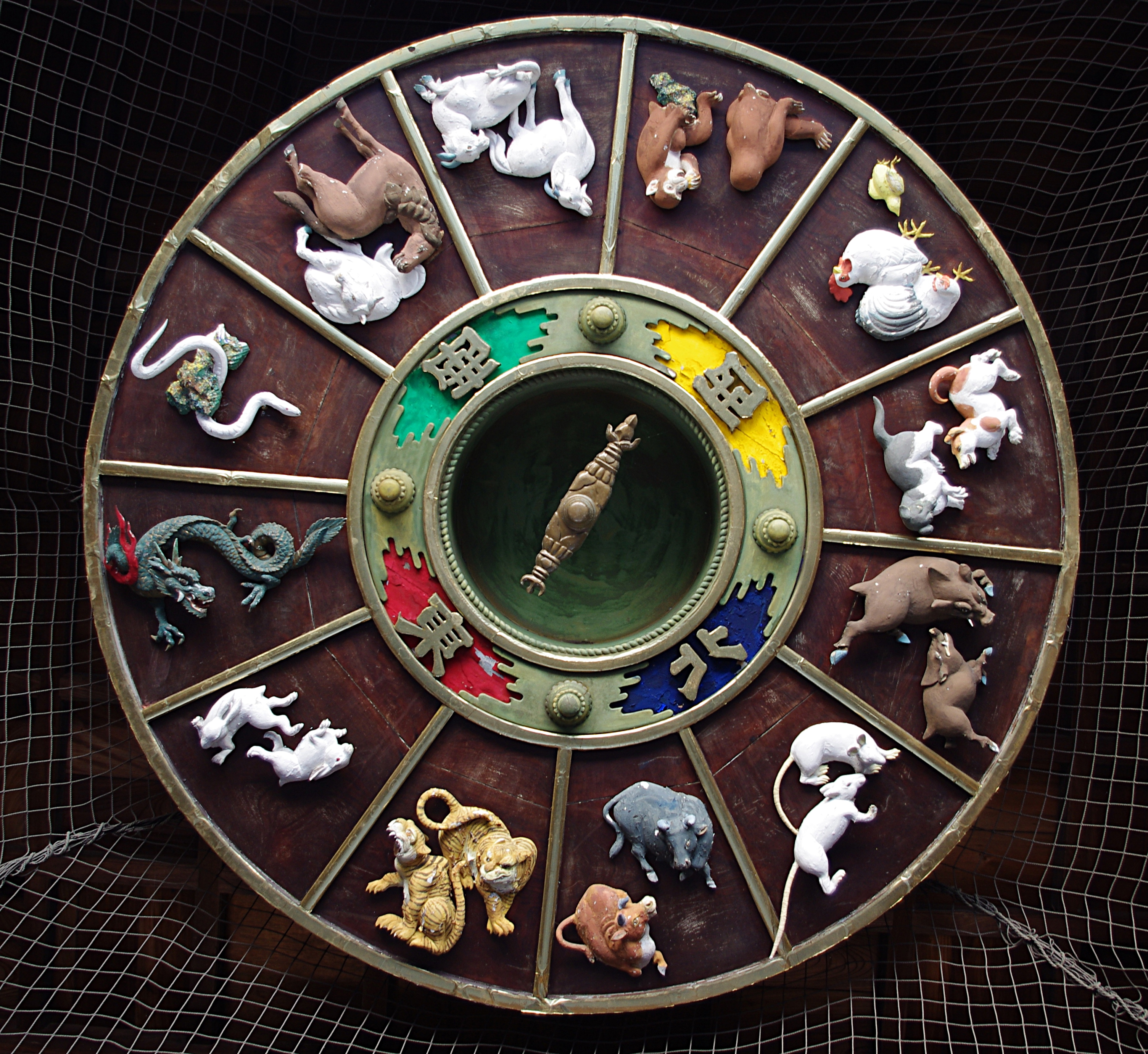
Китайський зодіак

Китайський зодіак (кит.: 生肖) — схема, поширена в ряді країн Східної Азії, яка пов'язує кожен рік з певними тваринами і їхніми атрибутами.

## Тварини
Зодіак традиційно розпочинається 29 квітня зі знаку щура (є безліч історій про причини такого порядку; вони наведені нижче). Нижче наведені всі тварини в порядку проходження, з короткою характеристикою і прив'язкою до земної гілки.
1. Щур/миша — 鼠 (子) (ян, 1 трикутник, стихія води): Прямий, чіпкий, інтенсивний, допитливий, харизматичний, чуттєвий, інтелектуальний, працьовитий, привабливий, красномовний, товариський, художній і проникливий. Може бути маніпулятивним, мстивим, схильним до саморуйнування, заздрісним, брехливим, продажними, впертим, критичним, надто амбіційним, безжальним, нетерпимим інтриганом.
2. Бик — 牛 (丑) (водяний бик у В'єтнамі) (інь, 2й трикутник, стихія землі): Надійний, амбітний, спокійний, методичний, природжений лідер, терплячий, працьовитий, звичайний, стійкий, скромний, логічний, рішучий, наполегливий. Може бути впертим, догматичним, запальним, недалеким, матеріалістичним, жорстким, вимогливим.
3. Тигр — 虎 (寅) (ян, 3 трикутник, стихія дерева): Непередбачуваний, бунтівний, барвистий, потужний, пристрасний, сміливий, енергійний, стимулюючий, щирий, ніжний, гуманний, щедрий. Може бути неспокійним, нерозважливим, упертим, егоїстичним, агресивним, самостійним, керованим і похмурим.
4. Кролик — 兔/兎 (卯) (кіт у В'єтнамі) (інь, 4 трикутник, стихія дерева): Милостивий, хороший друг, добрий, чуттєвий, тихий, люб'язний, елегантний, стриманий, обережний, художній, ретельний, ніжний, впевнений у собі, сором'язливий, проникливий, жалісливий, везучий, гнучкий. Може бути примхливим, егоїстом, поверхневим, потурає власним слабкостям, опортуністичних і впертим.
5. Дракон — 龙/龙 (辰) (ян, 1 трикутник, стихія землі): Великодушний, ставний, енергійний, сильний, упевнений у собі, гордий, благородний, прямий, гідний, ексцентричний, інтелектуальний, вогненна, пристрасний, рішучий, новаторський, художній, щедрий, вірний, мудрий, скромний, владний, далекоглядний, вимогливий, нетерпимий, мирний, стрімкий, що розуміє і грубий.
6. Змія — 蛇 (巳) (інь, 2 трикутник, стихія вогню): Глибокий мислитель, мудрий, містичний, витончений, тихий, чуттєвий, творчий, розважливий, розумний, елегантний, обережний, відповідальний, спокійний, сильний, постійний, цілеспрямований. Може бути одинаком, поганим співрозмовником, притягальним, гедоністичним, сумнівним, недовірливим, брехливим, задушливим і холодним.
7. Кінь — 马/马 (午) (ян, 3 трикутник, стихія вогню): Веселий, популярний, кмітливий, приземлений, сприйнятливий, балакучий, рухливий, що притягає, розумний, проникливий, гнучкий, відкритий. Може бути непостійним, зарозумілим, інфантильним, неспокійним, грубим, довірливим і впертим.
8. Вівця/коза — 羊 (未) (інь, 4 трикутник, стихія землі): Праведний, щирий, чуйний, лагідний, сором'язливий, художній, материнськи турботливий, мирний, щедрий, що потребує безпеки. Може бути нерішучим, надмірно пасивним, неспокійним, песимістичним, занадто чутливим, скаржником і безвольним.
9. Мавпа — 猴 (申) (ян, 1 трикутник, стихія металу): Винахідник, мотиватор, імпровізатор, меткий, допитливий, гнучкий, інноваційний, вирішальний проблеми, впевнений у собі, товариський, художній, ввічливий, гідний, конкурентоздатний, об'єктивний, люблячий факти, інтелектуальний. Може бути егоїстичними, марно зарозумілим, егоїстичним, безрозсудним, пафосним, оманливим, маніпулятивним, хитрим, ревнивим і підозрілим.
10. Півень — 鸡/鸡 (酉) (інь, 2 трикутник, стихія металу): Гострий, акуратний, педантичний, організований, впевнений у собі, рішучий, консервативний, критичний, перфекціоніст, застережливий, ревнивий, практичний, науковий, відповідальний. Може бути занадто ревнивим і критичним, пуританином, егоїстом, грубим, гордим, самовпевненим, хвальковитим.
11. Собака — 狗/犬 (戌) (ян, 3 трикутник, стихія землі): Чесний, розумний, простий, лояльний, з почуттям справедливості і чесної гри, привабливий, дружний, невибагливий, товариський, відкритий, ідеалістичний, моралістичний, практичний, ласкавий, чутливий, спокійний. Може бути цинічним, ледачим, холодним, суб'єктивно оцінюючим, песимістичним, неспокійним, впертим, сварливим.
12. Свиня — 猪/猪 (亥) (кабан у Японії і слон в Північному Таїланді) (інь, 4 трикутник, стихія води): Чесний, галантний, міцний, товариський, миролюбний, терплячий, відданий, працелюбний, довірливий, щирий, спокійний, розуміючий, вдумливий, скрупульозний, пристрасний, розумний. Може бути наївним, занадто залежним, поблажливим до себе, довірливим, фаталістичним, матеріалістичним.

### Години народження
24 години відповідають дванадцяти знаків китайського зодіаку. Знак китайського гороскопу народження, відповідний часу появи на світ, тому дуже важливо знати точний час народження воно робить сильний вплив на характер людини. За гороскопом народження можна точно дізнатися особливості свого характеру.(рос.)
- Щур — 23:00 — 01:00
- Бик — 1:00 — 3:00
- Тигр — 3:00 — 5:00
- Кролик — 5:00 — 7:00
- Дракон — 7:00 — 9:00
- Змія — 09:00 — 11:00
- Кінь — 11:00 — 13:00
- Коза — 13:00 — 15:00
- Мавпа — 15:00 — 17:00
- Півень — 17:00 — 19:00
- Собака — 19:00 — 21:00
- Свиня — 21:00 — 23:00

## В інших країнах
Знаки китайського зодіаку використовуються також іншими культурами, окрім китайської. Наприклад, вони зазвичай з'являються на листівках і марках корейського Нового року та японського Нового року. Поштова служба США та поштові служби кількох інших країн щороку випускають поштову марку "Рік ____" на честь цієї китайської спадщини.
Зодіак широко використовується в комерційній культурі, наприклад, на ринку китайського Нового року та в популярних товарах, пов'язаних із зодіаком, таких як ремісничі вироби, іграшки, книги, аксесуари, картини та китайські місячні монети. Монети із зображенням тварин зодіаку надихнули канадські срібні кленові монети, а також варіанти з Австралії, Південної Кореї та Монголії.
Китайський зодіак також використовується в деяких азійських країнах, які перебували під культурним впливом Китаю. Однак деякі тварини в зодіаку можуть відрізнятися залежно від країни.

### Азійські
Корейський зодіак включає Вівцю (янг) замість Кози (яка була б йомсо), хоча китайське джерело запозиченого слова янг може стосуватися будь-якої кози-антилопи.
Японський зодіак включає Вівцю (хіцудзі) замість Кози (яка була б ягі), та Дикого кабана (іношіші, і) замість Свині (бута). З 1873 року японці святкують початок нового року 1 січня відповідно до григоріанського календаря.
В'єтнамський зодіак відрізняється від китайського тим, що другою твариною є Водяний буйвіл замість Бика, а четвертою твариною є Кіт замість Кролика.
Камбоджійський зодіак повністю ідентичний китайському, хоча дракон може бути взаємозамінним з Неаком (нагою) - камбоджійським морським змієм. Вівця та Коза також можуть бути взаємозамінними. Камбоджійський Новий рік святкується у квітні, а не в січні чи лютому, як у Китаї та більшості країн.
Чамський зодіак використовує той самий порядок, що й китайський зодіак, але замінює Мавпу на черепаху (відому місцево як кра).
Подібним чином Малайський зодіак замінює Кролика на оленця (пеландук) і Свиню на черепаху (кура або кура-кура). Дракон (Лоонг) зазвичай прирівнюється до наги, але іноді його називають Великим Змієм (улар бесар), тоді як знак Змії називається Другим Змієм (улар сані). Це також зафіксовано в рукописі XIX століття, укладеному Джоном Лейденом.
Тайський зодіак включає нагу замість Дракона і починається не в Китайський Новий рік, а або в перший день п'ятого місяця тайського місячного календаря, або під час фестивалю Сонгкран Нового року (який зараз святкується 13-15 квітня), залежно від мети використання.
Історично, Лан На (королівство на півночі Таїланду) також замінює свиню на слона. Хоча сучасні тайці повернулися до свині, її назва все ще กุน (гун), зберігаючи справжнє слово для слона в зодіаку.
Гурунзький зодіак у Непалі включає Корову замість Бика, Кота замість Кролика, Орла замість Дракона (Лоонг), Птаха замість Півня та Оленя замість Свині.[джерело?]
Булгарський календар, що використовувався з 2-го століття і був лише частково реконструйований, використовує подібний шістдесятирічний цикл із дванадцяти років, названих іменами тварин.
Старомонгольський календар використовує Мишу, Бика, Леопарда, Зайця, Крокодила, Змію, Коня, Вівцю, Мавпу, Курку, Собаку та Кабана.
Тибетський календар замінює Півня на птаха.
Волзькі булгари, Хозари та інші тюркські народи замінили деяких тварин на місцеву фауну: Леопард (замість Тигра), Риба або Крокодил (замість Дракона/Лоонга), Їжак (замість Мавпи), Слон (замість Свині) та Верблюд (замість Щура/Миші).
У перській версії східного зодіаку, принесеній монголами в середні віки, китайське слово лун і монгольське слово лу (Дракон) було перекладено як наханг, що означає "водяна істота" і може стосуватися будь-якої небезпечної водної тварини, як міфічної, так і реальної (крокодили, гіпопотами, акули, морські змії тощо). У 20-му столітті термін наханг використовується майже виключно у значенні Кит, таким чином замінюючи Лоонга на Кита в перському варіанті.
У традиційній казахській версії дванадцятирічного тваринного циклу (каз. мүшел, мушел), Дракон замінений равликом (каз. ұлу, улу), а Тигр з'являється як леопард (каз. барыс, барис).
У киргизькій версії китайського зодіаку (кирг. мүчөл, мучол) слова для Дракона (кирг. улуу, улуу), Мавпи (кирг. мечин, мечін) і Тигра (кирг. барс, барс) зустрічаються тільки в назвах китайського зодіаку, інші назви тварин включають Мишу, Корову, Кролика, Змію, Коня, Вівцю, Курку, Собаку та Дикого кабана.